# Eusarca lobana
Eusarca lobana är en fjärilsart som beskrevs av Paul Dognin 1899. Eusarca lobana ingår i släktet Eusarca och familjen mätare. Inga underarter finns listade i Catalogue of Life.